# Orient Express (cheval)
Pour les articles homonymes, voir Orient-Express (homonymie).
 Orient Express (né en 2002), est un étalon de saut d'obstacles bai de race Selle français.

## Histoire
Orient Express naît le 22 février 2002 à l'E.A.R.L. du haras de la Gisloterie, à Sainte-Marguerite-d'Elle dans le Calvados, en Normandie (France),.
Orient Express est classé « élite » à 5 ans puis « champion » à 6 ans. Il décroche le championnat pro de 2010. Il est vice-champion du monde de saut d'obstacles en individuel et par équipe aux Jeux équestres mondiaux de 2014.
Il était pressenti pour participer aux Jeux olympiques de Rio en 2016, mais l'étalon alors âgé de 14 ans est fatigué, et ne retrouve pas son meilleur niveau.

## Palmarès
Vainqueur de la finale des chevaux d'obstacle de 6 ans à Fontainebleau en 2008, il se classe 6e de la finale des chevaux de 7 ans l'année suivante, en 2009.

### 2010
- Champion de France Pro 1
- 6e du CSI3* de Mantes la Jolie
- 3e du CSI2* de Caen

### 2011
- Vainqueur du GP du CSIO5* de Falsterbo
- Vainqueur du GP du CSIO5* de Gijon
- Vainqueur du CSI4* de Liège
- 3e du CSI5*-W de Genève
- Présélection pour les Jeux Olympiques de Londres et Jeux Equestres Mondiaux de la FFE

### 2012
- 7e du GP de Bâle
- Sélection pour les Jeux Olympiques de Londres

### 2013

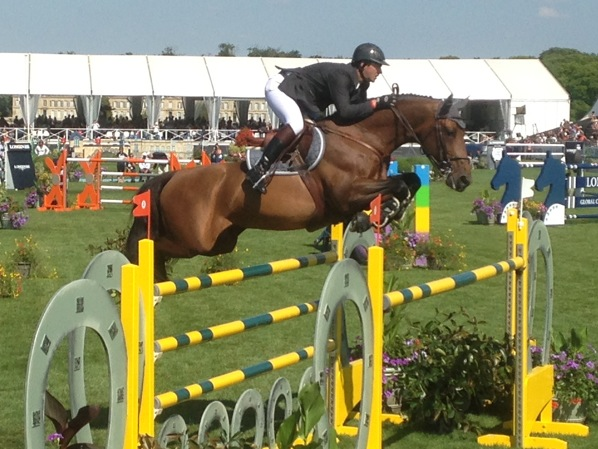
Orient Express*HDC monté par Patrice Delaveau sur l'étape Global Champions Tour de Chantilly, en 2013.

- Vainqueur, par équipes, de la Finale de la Coupe des Nations de Barcelone
- 4e, par équipes, au Championnat d'Europe d'Herning
- 13e, en individuel, au Championnat d'Europe d'Herning
- Vainqueur du CSI5*-W d'Helsinki
- Vainqueur du CSIO5* de La Baule
- 3e du CSIO5* d'Aix-la-Chapelle
- 3e d'une 1,50 m à La Baule
- Vainqueur d'une 1,50 m au CSI5*-CGT de Paris

### 2014
Il est 35e du classement mondial des chevaux d'obstacle établi par la WBFSH en octobre 2014.
- Vice-champion du monde en individuel aux JEM de Caen
- Vice-champion du monde par équipe aux JEM de Caen
- Vainqueur du CSIO5* de Rotterdam
- 2e d'une 1,55 m au CSI5*-CGT de Madrid

### 2015
- 6e du GP du CSI5* de La Baule
- 4e d'une 1,60 m au CSI5*-CGT de Paris
- Vainqueur d'une 1,50 m au CSI5*-CGT de Paris

### 2016
- Vainqueur du Grand Prix du CSI4* de la Corogne
- 6e du Grand Prix d'Antwerpen
- 2e du Grand Prix de Knokke
- Vainqueur de l'épreuve 1,50 m du CSI3* de Cannes sur Mer
- 4e de l'épreuve 1,55 m de Lausanne
- 6e de l'épreuve 1,50 m à Los Angeles

## Origines
Orient Express est un Selle français de section A, ce qui signifie qu'il ne compte aucun croisement étranger parmi ses ascendants.

## Reproduction
Il est agréé étalon en Selle français en 2007. Aldo du Plessis est l'un de ses meilleurs fils.